# Коктерек (Ілійський район)
Коктере́к (каз. Көктерек) — село у складі Ілійського району Алматинської області Казахстану. Входить до складу Байсеркенського сільського округу.
Населення — 787 осіб (2021; 566 у 2009, 454 у 1999, 538 у 1989).